# Apeleptera semnodryas
Apeleptera semnodryas är en fjärilsart som beskrevs av Edward Meyrick 1936. Apeleptera semnodryas ingår i släktet Apeleptera och familjen vecklare. Inga underarter finns listade i Catalogue of Life.